# Oeste y Valle del Tajo
Oeste y Valle del Tajo ( en portugués: Oeste e Vale do Tejo ) es una región de Portugal situada en el centro-oeste del país. Tiene una superficie de 9 201 km2  y en 2023 registró una población de 852 583 habitantes, siendo la cuarta región más poblada y extensa del país. Es una de las nueve regiones NUTS II portuguesas, compuesta por las subregiones de Lezíria do Tejo, Médio Tejo y Oeste, que a su vez se dividen en 36 municipios y 250 freguesias. Limita al norte con la región Centro, al este con el Alentejo, al sureste con la península de Setúbal, al suroeste con la región Gran Lisboa y al oeste con el océano Atlántico.
En 2022 registró un producto interno bruto de 15 700 millones de euros, siendo así la cuarta economía regional del país con una participación de alrededor del 7% de la economía nacional. En términos de PIB per cápita, tiene el segundo valor más bajo de todas las regiones, registrando 18 880 euros  y estando sólo delante la Región Norte .

## Municipios
La región está compuesta por 3 subregiones y 34 municipios :
Lezíria do Tejo
- Almeirim
- Alpiarça
- Azambuja
- Benavente
- Cartaxo
- Chamusca
- Coruche
- Golegã
- Rio Maior
- Salvaterra de Magos
- Santarém

Médio Tejo
- Abrantes
- Alcanena
- Constância
- Entroncamento
- Ferreira do Zêzere
- Mação
- Ourém
- Sardoal
- Tomar
- Torres Novas
- Vila Nova da Barquinha

Oeste
- Alcobaza
- Alenquer
- Arruda dos Vinhos
- Bombarral
- Cadaval
- Caldas da Rainha
- Lourinhã
- Nazaré
- Óbidos
- Peniche
- Sobral de Monte Agraço
- Torres Vedras

## Freguesias

### Ciudades más importantes
| Ciudad           | Subregión       | Año  |
| ---------------- | --------------- | ---- |
| Abrantes         | Médio Tejo      | 1916 |
| Alcobaça         | Oeste           | 1995 |
| Almeirim         | Lezíria do Tejo | 1991 |
| Caldas da Rainha | Oeste           | 1927 |
| Cartaxo          | Lezíria do Tejo | 1995 |
| Entroncamento    | Médio Tejo      | 1991 |
| Fátima           | Médio Tejo      | 1997 |
| Ourém            | Médio Tejo      | 1991 |
| Peniche          | Oeste           | 1988 |
| Rio Maior        | Lezíria do Tejo | 1985 |
| Samora Correia   | Lezíria do Tejo | 2009 |
| Santarém         | Lezíria do Tejo | 1868 |
| Tomar            | Médio Tejo      | 1844 |
| Torres Novas     | Médio Tejo      | 1985 |
| Torres Vedras    | Oeste           | 1979 |